# Lucky You (canción)
«Lucky You» es una canción del rapero, Productor y Actor Norteamericano Eminem, que cuenta con la colaboración del También rapero Americano Joyner Lucas y del Artista Canadiense Tory Lanez . Se lanzó  el 31 de agosto de 2018, como el tercer sencillo de Kamikaze, el décimo álbum de Eminem. Estuvo nominada al Premio Grammy a la Mejor canción de rap en 2019.

## Producción
La canción está producida por Eminem, IllaDaProducer, Boi-1da & Jahaan Sweet. Esta marca la primera colaboración entre Eminem y Joyner Lucas, a quienes las personas han señalado comparten muchas características con Em en términos de rimas y flow.
Sus versos son polos opuestos. Los comentarios de Joyner sobre cómo él no ha recibido ningún premio, a pesar de que constantemente está ganando reconocimiento. El verso de Em, por otro lado, se trata de cómo él está en la cima en términos de premios y estatus, pero está siendo pasado por alto en la escena del rap actual.

## Vídeo musical
El vídeo musical está dirigido por James Larese y se estrenó el 13 de septiembre de 2018 en YouTube. Este vídeo superó las 100 millones de visitas. En el, muestra a Eminem y Lucas vestidos con chalecos de combate y pantalones paseando por las ruinas de una ciudad. Incluye autos destrozados y edificios abandonados. A lo largo del video, varios hombres encapuchados con sudaderas negras parecen estar "copiando" lo que sea que estén haciendo los raperos. Se supone que esto es una oportunidad para que la nueva generación de raperos copie lo que están haciendo los artistas más renombrados. El video termina con los dos raperos alejándose del enjambre.

## Actuaciones en directo
Esta canción se interpretó por primera vez en el Aloha Stadium, Honolulu, Hawái, en un concierto de Eminem.

## Comercialización
- En Spotify superó las 300 millones de reproducciones.
- En YouTube el vídeo musical superó las 100 millones de visualizaciones mientras que el audio oficial superó las 70 millones de reproducciones.
- En todo el mundo vendió más de 3 millones de unidades convirtiendo este sencillo en platino.